# Suhpalacsa orsedice
Suhpalacsa orsedice là một loài côn trùng trong họ Ascalaphidae thuộc bộ Neuroptera. Loài này được Banks miêu tả năm 1914.